# Aphidius kakimiaphidis
Aphidius kakimiaphidis är en stekelart som beskrevs av Smith 1944. Aphidius kakimiaphidis ingår i släktet Aphidius och familjen bracksteklar. Inga underarter finns listade i Catalogue of Life.